# Monte Reeves
Monte Reeves (original: Mount Reeves; en Chile Monte Bruyne) es una alta montaña en la isla Adelaida en la Antártida occidental. Tiene una altitud de 1920 metros. Se eleva inmediatamente al noreste del monte Bouvier en el este de la isla.
Los participantes de la Quinta Expedición Antártica Francesa (1908-1910), que fue dirigida por el explorador polar Jean-Baptiste Charcot, fueron los que trazaron un mapa aproximado del monte por primera vez. La Encuesta de dependencias de las islas Malvinas volvió a hacerlo en 1948 e hizo la correspondiente designación. Lleva el nombre de Edward Ayearst Reeves (1862-1945), quien trabajó en la Royal Geographical Society de 1900 a 1933 como curador de mapas e instructor en topografía.
Sin embargo, cabe también destacar, que los científicos chilenos le pusieron el nombre del general chileno Pedro de Bruyne (1866-1951).